# Canton de Boulogne-Billancourt-1
Le canton de Boulogne-Billancourt-1 est une circonscription électorale française du département des Hauts-de-Seine créée par le décret du 26 février 2014. Elle tient lieu de circonscription d'élection des conseillers départementaux et entre en vigueur lors des élections départementales de 2015.

## Histoire
Un nouveau découpage territorial des Hauts-de-Seine entre en vigueur à l'occasion des premières élections départementales suivant le décret du 26 février 2014. Les conseillers départementaux sont, à compter de ces élections, élus au scrutin majoritaire binominal mixte. Les électeurs de chaque canton élisent au Conseil départemental, nouvelle appellation du Conseil général, deux membres de sexe différent, qui se présentent en binôme de candidats. Les conseillers départementaux sont élus pour 6 ans au scrutin binominal majoritaire à deux tours, l'accès au second tour nécessitant 12,5 % des inscrits au 1er tour. En outre la totalité des conseillers départementaux est renouvelée. Ce nouveau mode de scrutin nécessite un redécoupage des cantons dont le nombre est divisé par deux avec arrondi à l'unité impaire supérieure si ce nombre n'est pas entier impair, assorti de conditions de seuils minimaux. Dans les Hauts-de-Seine, le nombre de cantons passe ainsi de 45 à 23.
Le canton de Boulogne-Billancourt-1 est formé d'une fraction de la commune de Boulogne-Billancourt. Il est entièrement inclus dans l'arrondissement de Boulogne-Billancourt. Le bureau centralisateur est situé à Boulogne-Billancourt.

## Représentation
| Période élective | Période élective | Mandat | Mandat   | Identité                 | Nuance | Nuance | Qualité |
| ---------------- | ---------------- | ------ | -------- | ------------------------ | ------ | ------ | --- |
| 2015             | 2021             | 2015   | 2021     | Pierre-Christophe Baguet |        | LR     | Maire de Boulogne-Billancourt (2008 → ) Président de Communauté d'agglomération Grand Paris Seine Ouest (2010-2015) 3e vice-président du Conseil départemental délégué aux finances et au budget |
| 2015             | 2021             | 2015   | 2021     | Armelle Gendarme         |        | UDI    | Conseillère municipale de Boulogne-Billancourt |
| 2021             | 2028             | 2021   | en cours | Pierre-Christophe Baguet |        | LR     | Maire de Boulogne-Billancourt (2008 → ) 1er vice-président du Conseil départemental chargé de l'administration générale, des finances et du budget et des anciens combattants                    |
| 2021             | 2028             | 2021   | en cours | Marie-Noëlle Charoy      |        | UDI    | Adjointe au maire de Boulogne-Billancourt |

### Résultats détaillés

#### Élections de mars 2015
Lors des élections départementales de 2015, le binôme composé de Pierre-Christophe Baguet et Armelle Gendarme (Union de la Droite) est élu au premier tour avec 64,96 % des suffrages exprimés, devant le binôme composé de Chloé Jaillard et Jean-Michel Tisseyre (PS) (14,97 %). Le taux de participation est de 43,9 % (19 152 votants sur 43 622 inscrits) contre 46,11 % au niveau départemental et 50,17 % au niveau national.

#### Élections de juin 2021
Le premier tour des élections départementales de 2021 est marqué par un très faible taux de participation (33,26 % au niveau national). Dans le canton de Boulogne-Billancourt-1, ce taux de participation est de 36,62 % (15 080 votants sur 41 185 inscrits) contre 35,09 % au niveau départemental. À l'issue de ce premier tour, deux binômes sont en ballottage : Pierre-Christophe Baguet et Marie-Noëlle Charoy (Union au centre et à droite, 53,3 %) et Antoine de Jerphanion et Ségolène Missoffe (DVD, 23,52 %).
Le second tour des élections est marqué une nouvelle fois par une abstention massive équivalente au premier tour. Les taux de participation sont de 34,36 % au niveau national, 37,05 % dans le département et 39,83 % dans le canton de Boulogne-Billancourt-1. Pierre-Christophe Baguet et Marie-Noëlle Charoy (Union au centre et à droite) sont élus avec 64,46 % des suffrages exprimés (9 683 voix pour 16 408 votants et 41 198 inscrits),,.

## Composition
| Nom                                          | Code Insee | Intercommunalité         | Superficie (km2) | Population (dernière pop. légale)                 | Densité (hab./km2) | Modifier                                    |
| -------------------------------------------- | ---------- | ------------------------ | ---------------- | ------------------------------------------------- | ------------------ | ------------------------------------------- |
| Boulogne-Billancourt (bureau centralisateur) | 92012      | Métropole du Grand Paris | 6,17             | Fraction : 65 838 (2022) Commune : 120 205 (2022) | 19 482             | modifier les données · modifier les données |
| Canton de Boulogne-Billancourt-1             | 9204       |                          |                  | 65 838 (2022)                                     |                    | modifier les données                        |

Le canton de Boulogne-Billancourt-1 comprend la partie de la commune de Boulogne-Billancourt située au nord d'une ligne définie par l'axe des voies et limites suivantes : depuis l'intersection des limites territoriales des communes de Saint-Cloud, Sèvres, et Boulogne-Billancourt, ligne droite jusqu'au stade Alphonse-Le-Gallo, quai Alphonse-Le-Gallo, rue Gallieni, rue de Bellevue, avenue du Maréchal-Juin, rue de Silly, rue Couchot, rue de Bellevue, avenue du Général-Leclerc, avenue Édouard-Vaillant, jusqu'à la limite territoriale de la commune de Paris.

## Démographie
En 2022, le canton comptait 65 838 habitants, en évolution de −2,77 % par rapport à 2016 (Hauts-de-Seine : +2,75 %, France hors Mayotte : +2,11 %).
| 2013   | 2018   | 2022   |
| ------ | ------ | ------ |
| 67 786 | 67 433 | 65 838 |